# Pekka Hjelt
Pekka Onni Olavi Hjelt (ur. 22 września 1949 w Helsinkach) – fiński zapaśnik walczący w stylu klasycznym. Olimpijczyk z Montrealu 1976, gdzie zajął szóste miejsce w kategorii 62 kg.
Piąty na mistrzostwach świata w 1973. Czwarty na mistrzostwach Europy w 1976. Zdobył trzy medale na mistrzostwach nordyckich w latach 1973 – 1977 roku.